# 硫化金
硫化金是一个被提议的化合物，化学式为Au2S3。纯样品仍未得到报告。硫化金未在课本和报告中描述。据称硫化氢与氯化金的醚溶液反应时会得到这个化合物。